# Svarttjärnen (Borgsjö socken, Medelpad, 694630-150645)
Svarttjärnen är en sjö i Ånge kommun i Medelpad och ingår i Ljungans huvudavrinningsområde. Sjöns area är 0,037 kvadratkilometer och den befinner sig 399,5 meter över havet.